# Griswold (Iowa)
Griswold ist eine Kleinstadt (mit dem Status „City“) im Cass County im US-amerikanischen Bundesstaat Iowa. Das U.S. Census Bureau hat bei der Volkszählung 2020 eine Einwohnerzahl von 994 ermittelt.

## Geografie
Griswold liegt im Südwesten Iowas am Baughmanns Creek, der über den East Nishnabotna River und den Nishnabotna River zum Stromgebiet des Missouri gehört.
Die geografischen Koordinaten von Griswold sind 41°14′06″ nördlicher Breite und 95°08′15″ westlicher Länge. Die Stadt erstreckt sich über eine Fläche von 1,61 km² und ist die größte Ortschaft innerhalb der Pleasant Township.
Nachbarorte von Griswold sind Lewis (12,1 km nordöstlich), Atlantic (25,6 km in der gleichen Richtung), Cumberland (26,8 km ostnordöstlich), Grant (22,6 km südöstlich), Elliott (12 km südsüdwestlich) und Carson (24 km westlich).
Die nächstgelegenen größeren Städte sind die Twin Cities in Minnesota (Minneapolis und Saint Paul) (552 km nordnordöstlich), Rochester in Minnesota (498 km nordöstlich), Iowas Hauptstadt Des Moines (160 km ostnordöstlich), Cedar Rapids (345 km in der gleichen Richtung), Kansas City in Missouri (280 km südlich), Nebraskas größte Stadt Omaha (76,7 km westlich), Sioux City (219 km nordwestlich) und South Dakotas größte Stadt Sioux Falls (355 km in der gleichen Richtung).

## Verkehr
Im Zentrum von Griswold kreuzen die Iowa State Highways 48 und 92. Alle weiteren Straßen sind untergeordnete Landstraßen, teils unbefestigte Fahrwege sowie innerörtliche Verbindungsstraßen.
Der nächste Flughafen ist das Eppley Airfield in Omaha (78 km westlich).

## Bevölkerung
Nach der Volkszählung im Jahr 2010 lebten in Griswold 1036 Menschen in 445 Haushalten. Die Bevölkerungsdichte betrug 643,5 Einwohner pro Quadratkilometer. In den 445 Haushalten lebten statistisch je 2,25 Personen.
Ethnisch betrachtet setzte sich die Bevölkerung zusammen aus 97,5 Prozent Weißen, 1,0 Prozent Afroamerikanern, 0,3 Prozent amerikanischen Ureinwohnern, 0,1 Prozent (eine Person) Asiaten sowie 0,3 Prozent aus anderen ethnischen Gruppen; 0,9 Prozent stammten von zwei oder mehr Ethnien ab. Unabhängig von der ethnischen Zugehörigkeit waren 1,1 Prozent der Bevölkerung spanischer oder lateinamerikanischer Abstammung.
23,7 Prozent der Bevölkerung waren unter 18 Jahre alt, 51,6 Prozent waren zwischen 18 und 64 und 24,7 Prozent waren 65 Jahre oder älter. 54,3 Prozent der Bevölkerung waren weiblich.
Das mittlere jährliche Einkommen eines Haushalts lag bei 45.511 USD. Das Pro-Kopf-Einkommen betrug 24.542 USD. 6,7 Prozent der Einwohner lebten unterhalb der Armutsgrenze.

## Bekannte Bewohner
- Neville Brand (1920–1992) – Schauspieler – geboren in Griswold